# Liste der Studentenverbindungen in Nürnberg
Die Liste der Studentenverbindungen in Nürnberg verzeichnet die aktiven, suspendierten und erloschenen Studentenverbindungen und eine Schülerverbindung in Nürnberg, welche unterschiedlichen Korporationsverbänden angehören oder verbandsfrei sind. Die Studentenverbindungen sind an den Nürnberger Hochschulen ansässig.

## Aktive Verbindungen

### Studentenverbindungen
Die Sortierung erfolgt nach dem Gründungsdatum.
|  |
|  |
|  |
|  |
|  |

|  |
|  |
|  |
|  |
|  |

|  |
|  |
|  |
|  |
|  |

|  |
|  |
|  |
|  |
|  |

|  |
|  |
|  |
|  |
|  |

|  |
|  |
|  |

|  |
|  |
|  |
|  |
|  |

|  |
|  |
|  |
|  |
|  |

|  |
|  |
|  |
|  |
|  |

|  |
|  |
|  |
|  |
|  |

|  |
|  |
|  |
|  |
|  |

|  |
|  |
|  |
|  |
|  |

|  |
|  |
|  |
|  |
|  |

|  |
|  |
|  |

|  |
|  |
|  |
|  |
|  |

f.f. = farbenführend, ansonsten farbentragend; v.u. = von unten gelesen

### Schülerverbindungen
Die Sortierung erfolgt nach dem Gründungsdatum.
|  |
|  |
|  |
|  |
|  |

|  |
|  |
|  |
|  |
|  |

## Suspendierte und ehemalige Verbindungen
Die Sortierung erfolgt nach dem Gründungsdatum.
|  |
|  |
|  |
|  |
|  |

|  |
|  |
|  |
|  |
|  |

|  |
|  |
|  |
|  |
|  |

|  |
|  |
|  |
|  |
|  |

|  |
|  |
|  |

|  |
|  |
|  |
|  |
|  |

|  |
|  |
|  |

|  |
|  |
|  |
|  |
|  |

|  |
|  |
|  |
|  |
|  |

|  |
|  |
|  |
|  |
|  |

|  |
|  |
|  |
|  |
|  |

|  |
|  |
|  |
|  |
|  |

|  |
|  |
|  |
|  |
|  |

|  |
|  |
|  |
|  |
|  |

|  |
|  |
|  |
|  |
|  |

|  |
|  |
|  |
|  |
|  |

|  |
|  |
|  |
|  |
|  |

|  |
|  |
|  |
|  |
|  |

|  |
|  |
|  |
|  |
|  |

|  |
|  |
|  |

f.f. = farbenführend, ansonsten farbentragend; v.u. = von unten gelesen

### Schülerverbindungen
Die Sortierung erfolgt nach dem Gründungsdatum.
|  |
|  |
|  |
|  |
|  |

|  |
|  |
|  |
|  |
|  |

## Örtliche Zusammenschlüsse

### Nürnberger Senioren-Convent
Als Nachfolger des von 8. August 1922-1935 bestehenden Kitzinger Kartell (KK), ab WS 1925/27: Ring deutscher Lehrerverbindungen (RDLV) gründete sich nach dem Zweiten Weltkrieg am 26. Februar 1955 der Nürnberger Senioren-Convent (NSC). Er löste sich um 1961 auf.

### Nürnberger Senioren Convent/Nürnberger Convent technischer Corporationen
Ein anderer Nürnberger Senioren Convent (NSC) gründete sich am 13. März 1920 als Zweckverband an der Höheren Technischen Staatslehranstalt. Dieser löste sich auf und es wurde am 1. Februar 1922 der Nürnberger Convent Technischer Corporationen (NCTC) gegründet. Er bestand mindestens bis zum 26. Oktober 1966 als eine neue Satzung gefasst wurde.

### Bund Nürnberger Studenten

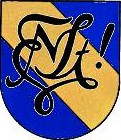
Wappen des BNSt

Der Bund Nürnberger Studenten (BNSt) war ein Zusammenschluss Nürnberger Korporationen, der 1997 mit dem Ziel gegründet wurde, das Farbenstudententum in Nürnberg aufrechtzuerhalten. Er hatte die Farben blau-gold-blau. Seine Mitglieder waren Landsmannschaft Bavaria, Technische Verbindung Amicitia, Burschenschaft Pythagoras, Burschenschaft Bavaria, Freie Burschenschaft Amicitia, Ingenieur-Club Musik-Collegium, KDStV Rheno-Franconia, Burschenschaft Frankonia-Selb und ADV Fortuna Franconia. Der Verein wurde offiziell 2022 nach mehrjähriger Inaktivität aufgelöst.

Stadtwappen Nürnbergs: goldener Jungfrauen-Adler auf blauem Grund

Als Besonderheit zeichnete den BNSt der Fuxen-Pool aus, d. h. die Mitgliedsbünde verzichteten auf eigene Füxe. Alle Füxe wurden im BNSt Fuxen-Pool in das Verbindungswesen eingeführt und entschieden sich erst zu ihrer „Brandung“ nach dem ersten Mitgliedssemester, in welche der Mitgliedsverbindungen sie nach ihrer Fuxenzeit als aktives Mitglied aufgenommen werden wollen. Im Sommersemester 2013 wurde eingeführt, dass Füxe unmittelbar bei Bandaufnahme entscheiden durften, ob sie zunächst in den Fuxenpool oder direkt in einem Bund als Fux aufgenommen werden wollen.
Als weitere Besonderheit hatte der Verband die gemeinsamen Farben blau-gold-blau, welche dem großen Stadtwappen Nürnbergs entliehen waren, welche sogar von den Mitgliedern des BNSt-Vorsandes getragen wurden. Dabei trug der BNSt-Fuxmajor, der für die Einführung und Betreuung aller Fuxen im BNSt-Fuxenpool zuständig war, das BNSt-Burschenband gekreuzt zu seinem eigenen Verbindungsband. Die Krassfuxen trugen die Farben blau-gold und die Brandfuxen gold-blau. Die Mütze der BNSt-Fuxen besteht aus einem blauen Mützenkörper mit einem goldenen Mützensteg.
Der BNSt gab ein gemeinsames BNSt-Semesterprogramm heraus. Dieses beinhaltete gemeinsame Semesterantritts-, Semesterabschluss- und Brandungskneipen, den BNSt-Gründungskommers, den Frühschoppen Nürnberger Korporationen, den Thomasbummel, einen politischen Aschermittwoch und den Nürnberger Stadtgründungskommers. Neben diesen bestanden weiterhin die einzelnen Veranstaltungen der einzelnen Korporationen.

### Traditionsverein Studentisches Brauchtum Nürnberg

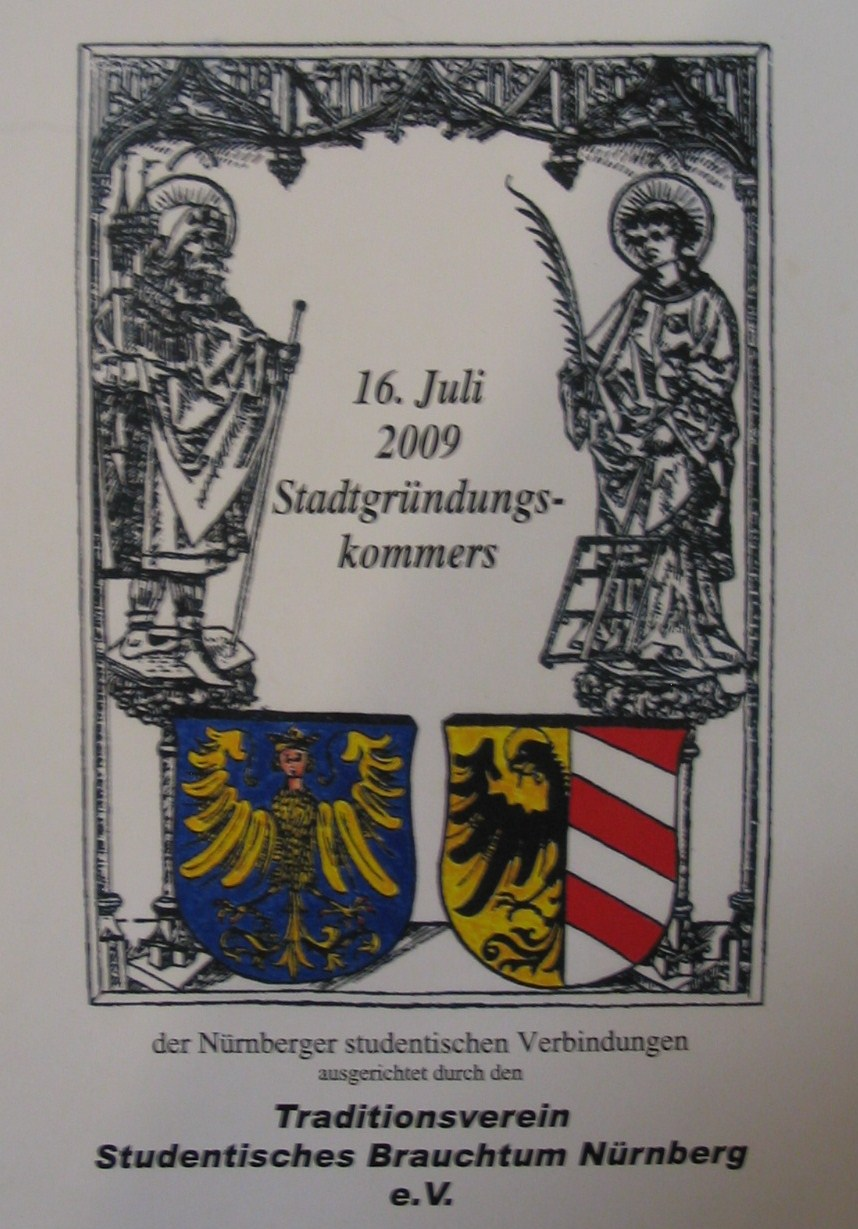
Deckblatt Stadtgründungskommers 2009

Heute hat der sich aus dem BNSt in 2005 gegründete Traditionsverein Studentisches Brauchtum Nürnberg (TSBN) einige der früheren Aufgaben des BNSt übernommen. So richtet er den Stadtgründungskommers der Stadt Nürnberg und den Thomasbummel in Nürnberg aus. Er setzt sich aus den Aktiven und Alten Herren der Nürnberger Korporationen zusammen.